# Сандаљ Хранић Косача
Сандаљ Хранић Косача (1370—1435), био је српски великаш из породице Косача који је управљао простором од Неретве до Дрине са титулом велики војвода русага босанског. Проширио је власт породице, тако да се она простирала до приморја (Боке и непосредног дубровачког залеђа), а затим се потискујући супарнике, простирали до Неретве, а повремено и преко те реке.
Сандаљ је био најстарији син Хране Вуковића, млађег брата Влатка Вуковића. Од стрица је наслиједио титулу војводе. У политичком животу Краљевине Босне био је присутан преко 4 деценије. Сандаљ значајно шири територије после смрти Павла Раденовића 1415. и Хрвоја Вукчића 1416. године. Његова област се простирала од Омиша до Дрине и Лима на истоку. Номинално је био под круном краља Срба, Босне, водио је самосталну политику, ратовао је закључивао уговоре, имао вазале. Када је наступила борба за угарски престо Сандаљ је подржао Ладислава напуљског, па је од краља Владислава као награду за подршку добио градове Скрадин и Островицу 1407. године. Учествовао је у свргавању краља Остоје Котроманића 1404. године, којом је приликом припојио комплетну територију некадашњих Санковића, чији су дио тада држали Павловићи. Од тада је био у сталном сукобу са Павловићима, као и његов наслиједник Стефан Вукчић Косача. У борби са њима се ослонио на Османлије и на тај начин их увукао у унутрашње борбе у краљевини Босни. Учествовао је завјери краља Остоје (прва влада 1398—1404, друга влада 1409—1418) и Златоносовића током лова на Пареној пољани крај Бобовца, када је убијен војвода Павле Раденовић. Свој дио Конавла који је наслиједио од Влатка, продао је Млечанима 1419. године.
Током конавлског рата 1430. године између Павловића и Дубровника, ставио се на страну Дубровника. Неко вријеме био је уз краља Твртка Другог али је током развоја догађаја постао његов противник. Настојао је да збаци краља Твртка и да доведе Остојиног сина Радивоја. Умро је изненада 15. марта 1435. године. Сахрањен је у својој задужбини, српској православној цркви у Шћепан Пољу. Носио је титулу:
по милости Божјој велики војвода босански
Из своја три брака није имао дјеце, па га је после његове смрти 15. марта 1435. године наслиједио његов братанац Стефан Вукчић Косача (1435—1466).

## Почетак владавине
Сандаљева активност примећује се тек 1395. године, иако је стрица наследио 1392. године. Активно се меша у преговоре са Дубровником око исплате светодмитарског дохотка. Тражио је да се доходак исплаћује њему. Далеко важнија је његова активност у Зети. Користећи се борбом између Радича Црнојевића (господара Горње Зете) и Ђурђа Страцимировића Балшића, он је априла или маја 1396. године, после Радичеве погибије, заузео Будву којом је управљао пуне две године. Поред тога, наметнуо се и Котору као врховни господар. У ово доба Сандаљ је био доста млад те се ослањао на Хрвоја Вукчића Хрватинића са ким се и родбински повезао. Узео је за жену Јелену, ћерку Вука Хрватинића, Хрвојевог брата.
Кршећи стара права Дубровачке републике, Сандаљ је обновио солане и кумерк солски у Новом у Суторини (Драчевица). Такође је довозио со и у Будву, док је њоме господарио, чиме је кршио старе обичаје јер ту трг соли није био легалан. У ово време јављају се и представници породица Златоносовића и Дињичића, који су из Подриња (Усоре) истисли Влатка Твртковића и његовог сина Вучихну. На путу да се претвори у самосталне господаре области, властела је имала да издржи вишеструку борбу, против краљице и тежу, против остале властеле. Николићи падају под власт Сандаља Хранића, а слично се десило и Радивојевићима.
Након повлачења Турака, Сандаљ је маја 1398. године тражио од Дубровчана јемство за Радича Санковића. Истог месеца Радич је пуштен на слободу. Ослобађање Санковића изненада је постало актуелно. Носилац ових промена, Остоја, већ је 20. маја послао изасланика у Дубровник да обавести републику да је Остоја постао нови краљ. Следећи политику Хрвоја Вукчића, Сандаљ је у грађанском рату у Угарској подржао Ладислава Напуљског у борби против Жигмунда Луксембуршког.

## Борба против Жигмунда Луксембуршког
Остоја се почетком новембра 1403. године разишао са Хрвојем оптужујући га за рат против Дубровника. Приближио се Жигмунду Луксембуршком. Дубровчани су наговарали Хрвоја да треба да се ослободи Остоје. За новог краља препоручивали су Павла Радишића који од почетка рата седи у Дубровнику. Дубровчани су упутили своју флоту у Неретву и спалили трг Дријева. Посредством Ивана Моровићког, мачванског бана, Остоја се измирио са Жигмундом. То је изазвало незадовољство у земљи. Склопљен је почетком 1404. године тајни савез између Дубровчана и Хрвоја уперен против Остоје, са циљем да се за краља постави Павле Радишић. Међутим, већ почетком марта Хрвоје се измирио са Остојом, а тиме посредно и са Жигмундом. Једва месец дана касније Хрвоје се поново сукобио са Остојом. Овога пута је на страни херцега био и Сандаљ Хранић. До обрачуна је дошло маја 1404. године. Завршен је поразом и свргавањем босанског краља. Са Остојом је пао и Радич Санковић. Сандаљ је поново заузео његове земље. Породица Санковића потпуно је одстрањена из политичког живота Босне. Босански великаши су за новог краља изабрали Твртка II Твртковића, сина Твртка I (мај 1404), дотада потпуно пасивног. Остоја је побегао у Угарску и потпуно се везао за Жигмунда. Босанска властела је још више пришла уз Ладислава који је Хрвоју, Сандаљу и Твртку дао неке градове на управу. Сандаљу су припали Дрежник, Цетињ и Слуњ, а идуће године и Островица и Скрадин. Ови градови били су у рукама хрватске властеле потчињене Жигмунду, а припали би босанској властели по освајању.
Млетачка република истовремено ратује у Зети против Балше III Балшића. Из Босне су у Венецију стизале молбе да се не меша у унутрашње ствари Котора и да одустане од претензија на Омиш и осталих градова у сфери интереса Сандаља Хранића. Сандаљ је предложио Млечанима да му повере Будву и Бар у замену за заштиту млетачких поседа у Зети. Венеција је прихватила предлог под условом да Сандаљ у року од 5 месеци истера Балшу из Зете. Неспоразум је избио око солане у Љуштици, а убрзо је Венеција склопила примирје са Балшом те је прилика пропала.
До преокрета у Босни долази након битке код Добора 1408. године. Жигмундова победа натерала је босанску властелу да напусте политику подршке Ладиславу и приступе Жигмундовој странци. Није познато да ли је Сандаљ Хранић пришао Жигмунду, мада је то мало вероватно. У Босни се поново јавља свргнути краљ Остоја, овога пута као заштитник Сандаља Хранића и противник Хрвоја и Жигмунда. Када је Жигмунд лично дошао у Босну, Павле Раденовић и Сандаљ Хранић затражили су преговоре. Октобра 1410. године дошло је до помирења по коме су Сандаљ, Павле и остала властела пристали да Жигмунда крунишу за краља Србије и Босне. Жигмунд је једно време одустао од захтева да сам постане босански краљ те је прихватио Остоју. Босна је тада била само део његових огромних амбиција. Сандаљ се у то време ородио са српским деспотом Стефаном Лазаревићем (оженио се Јеленом, удовицом Ђурђа Страцимировића) те је његов став према Жигмунду био помирљивији. Сребреницу је Жигмунд највероватније 1411. године поклонио српском деспоту.

## Турски притисак
Жигмунд Луксембуршки је у пролеће 1412. године на двору у Будиму организовао велику прославу поводом измирења са пољским краљем. Тим поводом су се на двору нашли и босански великаши који су добили прилику да се афирмишу у европско племство које им је било узор и идеал. Пољски хроничар Длугош бележи да су се босански витезови прославили на витешки играма. Почетком следеће, 1413. године, Сандаљ Хранић је увучен у рат Стефана Лазаревића против турског султана Мусе. Стефан се повезао са Мусиним братом Мехмедом, претендентом на турски престо, због чега је Муса напао Српску деспотовину и освојио неколико тврђава. Сандаљ је на наређење Жигмунда кренуо у помоћ Стефану одложивши рат са Котором. Заједно са Иваном Моровићким, Сандаљ је учествовао у одлучујућој бици код села Чаморлу. Његово одсуство искористио је Хрвоје да напада његове области. Намеравао је да заузме трг Дријева. Жигмунд је жестоко реаговао на мучки напад Хрвоја и наредио је босанским великашима да га нападну. Рату се придружио и Сандаљ по повратку са истока. Хрвојева власт збачена је на острвима која је Жигмунд поверио Дубровчанима. Хрвоје губи имања у Славонији. Молио је Жигмунда за опроштај, али угарски краљ није био спреман на попуштања. Зато се обратио Турцима. Хрвојев протовестијар Михаило Кабужић је маја 1414. године довео у Босну један одред Турака који се поделио на три дела. Први се упутио ка Загребу, а друга два по Босни. Тиме је започео период турског притиска на Босну. Са Турцима се, вероватно по жељи Хрвоја да свргне Остоју, у Босни појавио и свргнути краљ Твртко. На својој страни Твртко је имао и Павла Раденовића. Остоја се затворио у своје градове, а Сандаљ је принуђен да откупи своју слободу. Угари су 1415. године прикупили велику војску за рат против Турака. Турцима је стигло појачање под Исак-бегом. Половином јула 1415. године дошло је до одлучујуће битке на реци Лашви. Угари су поражени и готово сви заповедници заробљени. Неки су погубљени, а неки су се касније откупили. Остоја и Сандаљ помирили су се са Хрвојем и сасвим су напустили Жигмунда. Султан је зато потврдио Остоју за краља; Твртко се морао повући. Жигмунд се више никада није вратио у Босну. Усорска бановина је ликвидирана, а босанска властела је ковала планове да заузме и деспотову Сребреницу. У томе су их омели унутрашњи сукоби. Исте године одржан је састанак у Сутјесци на коме је, за време шетње, убијен Павле Раденовић од стране људи Сандаља Хранића и Вукмира Златоносовића. Следеће године умро је и Хрвоје Вукчић. Наследио га је син Балша Херцеговић који је умро после неколико месеци владавине. Део Хрвојевих територија наследио је Јурај Војсалић, син Хрвојевог брата Војислава. Највећи део заузео је краљ Остоја оженивши се Хрвојевом удовицом Јеленом. Омиш је преузео Јеленин брат Иваниш Нелипчић.

## Сукоб са Павловићима
Павлов син Петар избегао је ослепљење, ослободио се и, заједно са братом Радославом, започео борбу против Сандаља. Сандаљ је у рату са Павловићима (које су подржавали Турци) изгубио готово све поседе у Приморју сем Драчевице са Новим. Била је то најнижа тачка до које је пао током читаве своје владавине. Остоја је умро септембра 1418. године. Турци су променили страну и помогли Сандаљу да делимично поврати територије у Приморју. Повратио је своју половину Конавла. За новог краља изабран је Остојин син Стефан. Сандаљ је настојао да Дубровчанима прода своју половину Конавла. Договор је и постигнут. Конавли су продати за 12.000 дуката и 500 перпера годишњег трибута. Међутим, чим су Дубровчани преузели Конавли, плануо је устанак који је брзо угушен, али се дубровачка власт није учврстила. Стефан Остојић је децембра 1418. године издао повељу којом је потврдио дубровачко поседовање целог Конавла, заједно са градом Соко.
Јануара 1420. године скопски намесник Исак продро је у Босну и нападао је и Сандаља и Петра. Петар је крајем јануара страдао у борби са Турцима. Сандаљ је то искористио да поседне Петрову половину Конавла заједно са Соком. Повратио је власт над Поповим Пољем, а Гргур Николић је побегао у Дубровник. Сандаљ је повратио ранију снагу и супротставио се краљу Стефану. Октобра 1420. године склопљен је мир са Радославом Павловићем који је подржао долазак краља Твртка у земљу. Остојић је средином 1420. године формално свргнут. Тиме се прекидају све вести о њему. Умро је пре 1422. године. Твртко је средином 1421. године крунисан за краља Босне.
У Босни је још неко време трајао сукоб између Радослава Павловића и Сандаља Хранића, али без већих битака. Мир је склопљен 1423. године, а Сандаљ је Дубровчанима вратио град Соко. Павловић се ородио са Косачама. Оженио се Теодором, ћерком Сандаљевог брата Вукца. Исак је 1424. године поново напао Босну. Твртко га је дочекао спреман. Вазални однос Твртка према Турцима тиме није прекинут јер је краљ и следеће године платио харач. Сандаљ се носио мишљу да подржи Мустафу, претендента на турски престо. Међутим, Мурат II га је поразио исте године.
Сукоб између Радослава и Сандаља Хранића завршен је 1423. године помирењем и предајом Сокола Дубровнику. Дубровчани и Радослав тада су обновили мир и преговоре око уступања Конавла, али опет без резултата. Радослав је тек 1426. године пристао да прода Дубровчанима Конавли јер се нашао у финансијској оскудици. Успео је да истера далеко већу цену него што је Сандаљ узео са своју половину — 13.000 дуката и 600 перпера годишњег дохотка. Његова половина била је и вреднија због Цавтата, али је Сандаљ ипак протестовао и изборио се за то да му се накнадно исплати још 2000 дуката.

## Борба око босанског престола
Исте године када је почео Конаваоски рат избио је сукоб између Твртка и Вукашина Златоносовића (1430). Он је завршен истребљењем ове породице. Није јасно како су текли обрачуни нити разлог сукоба. Дубровчани су следеће године изјавили саучешће Сандаљу Хранићу за „оно што се догодило Вукашину Златоносовићу“. Није познато како је он прошао, али се у изворима више не помиње. Изгледа да је Твртко наставио рат против српског деспота Ђурђа Бранковића. Следеће, 1432. године, њих двојица су у рату. Ратовање се завршило поразом босанског краља. Деспот је завладао Усором, Зворником и Теочаком. На страни деспота био је Сандаљ Хранић. Радослав је најпре био на страни Твртка, али је касније прешао победничкој страни.
Твртко је имао проблема у самој Босни. Појавио се претендент на престо кога је довео Радослав. Изгледа да је то иста личност коју је бургундски витез Бертрандон де ла Брокијер срео на Порти и коју помиње у свом путопису. Реч је о Радивоју Остојићу, сину бившег краља Остоје. У Босну је дошао 1433. године, подржан од Сандаља Хранића, Радослава Павловића и деспота Ђурђа Бранковића. Твртко се повукао у Угарску где је остао пуне две године. Тиме је коначно напустио своју политику сарадње са обласним господарима. Твртка је на престо вратио угарски краљ Жигмунд 1434. године. Угарска војска ратовала је против Турака, а Ђурађ Војсалић против Сандаља Хранића. Хрвојев синовац успео је да Твртку врати власт.

## Смрт
Сандаљ Хранић је умро 15. марта 1435. године. Угарски краљ настојао је да ојача власт свога вазала Твртка и да Угарској припоји Хум на кога су угарски краљеви полагали право још од времена владавине краља Лајоша (1342—1382). Хум је био значајан због Дријевског трга. Матија Таловец је по наређењу Жигмунда напао Хумску земљу. Придружили су му се и Радивојевићи. Радослав Павловић такође је био непријатељ Сандаљевог наследника. Пошто су Сандаљева браћа, Вук и Вукац Хранићи, помрли још за његова живота, војводу је наследио најстарији синовац Стефан Вукчић Косача који је још раније одређен за наследника.

## Породица
Сандаљ је био најстарији син Хране Вуковића, млађег брата Влатка Вуковића, који је поред њега имао још два сина:
- Вукца (?—1432), чији је син Стефан наследио Сандаља
- Вука (?—1424)

Женио се три пута:
- 1396 — Јеленом, удовицом Радича Црнојевића (?—1396) која је умрла око 1402. године
- 1405 — Катарином Вуковић, ћерка Вука Вукчића и братаница Хрвоја Вукчића (?—1416) од које се развео 1410. или 1411. године
- 1411. — Јеленом Лазаревић, удовицом Ђурђа II Балшића (1385—1403) и сестром Стефана Лазаревића (кнез 1389—1402, деспот 1402—1427) која је умрла 1443. године, али није имао деце.

## Породично стабло
|  |                      |  |  |  |  |  |  |  |  | неименовани кнез из Рудина |  |  |  |  |  |  |
|  |                      |  |  |  |  |  |  |  |  |                            |  |  |  |  |  |  |
|  |                      |  |  |  |  |  |  |  |  |                            |  |  |  |  |  |  |
|  |                      |  |  |  |  |  |  |  |  |                            |  |  |  |  |  |  |
|  |                      |  |  |  |  |  |  |  |  |                            |  |  |  |  |  |  |
|  |                      |  |  |  |  |  |  |  |  |                            |  |  |  |  |  |  |
|  |                      |  |  |  |  |  |  |  |  |                            |  |  |  |  |  |  |
|  |                      |  |  |  |  |  |  |  |  |                            |  |  |  |  |  |  |
|  | Вук Косача           |  |  |  |  |  |  |  |  |                            |  |  |  |  |  |  |
|  |                      |  |  |  |  |  |  |  |  |                            |  |  |  |  |  |  |
|  |                      |  |  |  |  |  |  |  |  |                            |  |  |  |  |  |  |
|  |                      |  |  |  |  |  |  |  |  |                            |  |  |  |  |  |  |
|  |                      |  |  |  |  |  |  |  |  |                            |  |  |  |  |  |  |
|  |                      |  |  |  |  |  |  |  |  |                            |  |  |  |  |  |  |
|  |                      |  |  |  |  |  |  |  |  |                            |  |  |  |  |  |  |
|  |                      |  |  |  |  |  |  |  |  |                            |  |  |  |  |  |  |
|  |                      |  |  |  |  |  |  |  |  |                            |  |  |  |  |  |  |
|  |                      |  |  |  |  |  |  |  |  |                            |  |  |  |  |  |  |
|  |                      |  |  |  |  |  |  |  |  |                            |  |  |  |  |  |  |
|  |                      |  |  |  |  |  |  |  |  |                            |  |  |  |  |  |  |
|  |                      |  |  |  |  |  |  |  |  |                            |  |  |  |  |  |  |
|  |                      |  |  |  |  |  |  |  |  |                            |  |  |  |  |  |  |
|  |                      |  |  |  |  |  |  |  |  |                            |  |  |  |  |  |  |
|  |                      |  |  |  |  |  |  |  |  |                            |  |  |  |  |  |  |
|  | Храна Вуковић Косача |  |  |  |  |  |  |  |  |                            |  |  |  |  |  |  |
|  |                      |  |  |  |  |  |  |  |  |                            |  |  |  |  |  |  |
|  |                      |  |  |  |  |  |  |  |  |                            |  |  |  |  |  |  |
|  |                      |  |  |  |  |  |  |  |  |                            |  |  |  |  |  |  |
|  | ×                    |  |  |  |  |  |  |  |  |                            |  |  |  |  |  |  |
|  |                      |  |  |  |  |  |  |  |  |                            |  |  |  |  |  |  |
|  |                      |  |  |  |  |  |  |  |  |                            |  |  |  |  |  |  |
|  |                      |  |  |  |  |  |  |  |  |                            |  |  |  |  |  |  |
|  |                      |  |  |  |  |  |  |  |  |                            |  |  |  |  |  |  |
|  |                      |  |  |  |  |  |  |  |  |                            |  |  |  |  |  |  |
|  |                      |  |  |  |  |  |  |  |  |                            |  |  |  |  |  |  |
|  |                      |  |  |  |  |  |  |  |  |                            |  |  |  |  |  |  |
|  |                      |  |  |  |  |  |  |  |  |                            |  |  |  |  |  |  |
|  |                      |  |  |  |  |  |  |  |  |                            |  |  |  |  |  |  |
|  |                      |  |  |  |  |  |  |  |  |                            |  |  |  |  |  |  |
|  |                      |  |  |  |  |  |  |  |  |                            |  |  |  |  |  |  |
|  |                      |  |  |  |  |  |  |  |  |                            |  |  |  |  |  |  |
|  |                      |  |  |  |  |  |  |  |  |                            |  |  |  |  |  |  |
|  |                      |  |  |  |  |  |  |  |  |                            |  |  |  |  |  |  |
|  |                      |  |  |  |  |  |  |  |  |                            |  |  |  |  |  |  |
|  |                      |  |  |  |  |  |  |  |  |                            |  |  |  |  |  |  |
|  |                      |  |  |  |  |  |  |  |  |                            |  |  |  |  |  |  |
|  |                      |  |  |  |  |  |  |  |  |                            |  |  |  |  |  |  |
|  |                      |  |  |  |  |  |  |  |  |                            |  |  |  |  |  |  |
|  |                      |  |  |  |  |  |  |  |  |                            |  |  |  |  |  |  |
|  |                      |  |  |  |  |  |  |  |  |                            |  |  |  |  |  |  |
|  |                      |  |  |  |  |  |  |  |  |                            |  |  |  |  |  |  |
|  |                      |  |  |  |  |  |  |  |  |                            |  |  |  |  |  |  |
|  |                      |  |  |  |  |  |  |  |  |                            |  |  |  |  |  |  |
|  |                      |  |  |  |  |  |  |  |  |                            |  |  |  |  |  |  |
|  |                      |  |  |  |  |  |  |  |  |                            |  |  |  |  |  |  |
|  |                      |  |  |  |  |  |  |  |  |                            |  |  |  |  |  |  |
|  | Сандаљ Хранић Косача |  |  |  |  |  |  |  |  |                            |  |  |  |  |  |  |
|  |                      |  |  |  |  |  |  |  |  |                            |  |  |  |  |  |  |
|  |                      |  |  |  |  |  |  |  |  |                            |  |  |  |  |  |  |
|  |                      |  |  |  |  |  |  |  |  |                            |  |  |  |  |  |  |
|  |                      |  |  |  |  |  |  |  |  |                            |  |  |  |  |  |  |
|  |                      |  |  |  |  |  |  |  |  |                            |  |  |  |  |  |  |
|  |                      |  |  |  |  |  |  |  |  |                            |  |  |  |  |  |  |
|  |                      |  |  |  |  |  |  |  |  |                            |  |  |  |  |  |  |
|  |                      |  |  |  |  |  |  |  |  |                            |  |  |  |  |  |  |
|  |                      |  |  |  |  |  |  |  |  |                            |  |  |  |  |  |  |
|  |                      |  |  |  |  |  |  |  |  |                            |  |  |  |  |  |  |
|  |                      |  |  |  |  |  |  |  |  |                            |  |  |  |  |  |  |
|  |                      |  |  |  |  |  |  |  |  |                            |  |  |  |  |  |  |
|  |                      |  |  |  |  |  |  |  |  |                            |  |  |  |  |  |  |
|  |                      |  |  |  |  |  |  |  |  |                            |  |  |  |  |  |  |
|  |                      |  |  |  |  |  |  |  |  |                            |  |  |  |  |  |  |
|  |                      |  |  |  |  |  |  |  |  |                            |  |  |  |  |  |  |
|  |                      |  |  |  |  |  |  |  |  |                            |  |  |  |  |  |  |
|  |                      |  |  |  |  |  |  |  |  |                            |  |  |  |  |  |  |
|  |                      |  |  |  |  |  |  |  |  |                            |  |  |  |  |  |  |
|  |                      |  |  |  |  |  |  |  |  |                            |  |  |  |  |  |  |
|  |                      |  |  |  |  |  |  |  |  |                            |  |  |  |  |  |  |
|  |                      |  |  |  |  |  |  |  |  |                            |  |  |  |  |  |  |
|  |                      |  |  |  |  |  |  |  |  |                            |  |  |  |  |  |  |
|  |                      |  |  |  |  |  |  |  |  |                            |  |  |  |  |  |  |
|  |                      |  |  |  |  |  |  |  |  |                            |  |  |  |  |  |  |
|  |                      |  |  |  |  |  |  |  |  |                            |  |  |  |  |  |  |
|  |                      |  |  |  |  |  |  |  |  |                            |  |  |  |  |  |  |
|  |                      |  |  |  |  |  |  |  |  |                            |  |  |  |  |  |  |
|  |                      |  |  |  |  |  |  |  |  |                            |  |  |  |  |  |  |
|  |                      |  |  |  |  |  |  |  |  |                            |  |  |  |  |  |  |
|  |                      |  |  |  |  |  |  |  |  |                            |  |  |  |  |  |  |
|  | Анка                 |  |  |  |  |  |  |  |  |                            |  |  |  |  |  |  |
|  |                      |  |  |  |  |  |  |  |  |                            |  |  |  |  |  |  |
|  |                      |  |  |  |  |  |  |  |  |                            |  |  |  |  |  |  |